# Mizael Silva
Mizael dos Santos Martins da Silva (João Pessoa, 3 de fevereiro de 1998), mais conhecido como Mizael Silva ou apenas Mizael é um comediante e youtuber brasileiro. Ficou conhecido nacionalmente em 2024 pelos seus vídeos de humor, onde ele se apresenta como o "advogado de Alexandre de Moraes", ministro do STF.

## Biografia
Mizael nasceu e cresceu na comunidade do Baleado, no bairro Cruz das Armas, na cidade de João Pessoa. Foi criado pelos avós e em sua infância, já era carismático e brincalhão, o que o levou a não ter um bom desempenho escolar. Com isso, começou a trabalhar nas feiras livres como vendedor de caldo de cana, para ajudar a pagar as despesas da casa. Depois, trabalhou como cobrador de ônibus e promotor de vendas, porém não se sentia satisfeito, então começou a gravar vídeos para a internet.

## Carreira

### Início (2017–2022)
A iniciativa de Mizael em gravar vídeos humorísticos começou entre 2017 e 2018. Seu primeiro trabalho registrado foi uma participação no canal de um amigo no YouTube, onde aceitou o desafio de fingir conhecer pessoas aleatórias em uma praia, gerando situações cômicas. Após essa experiência, passou a produzir e publicar vídeos de forma esporádica em suas redes sociais. Seu conteúdo rapidamente ganhou destaque, alcançando milhares de visualizações. Um de seus vídeos mais populares mostrava uma tentativa humorística de entrar com uma moto dentro de um ônibus, em resposta aos altos preços da gasolina na época. Essa abordagem satírica de situações cotidianas contribuiu para seu crescimento na internet, consolidando sua presença como criador de conteúdo humorístico.

### Afastamento da internet (2023)
No dia 5 de agosto de 2023, Mizael pilotava sua moto quando bateu na traseira de um caminhão e precisou ser levado para o Hospital de Trauma de João Pessoa, por conta dos ferimentos. O comediante disse não se lembrar dos detalhes, apenas de sua chegada ao hospital.
Com a saúde mental abalada, Mizael se afastou temporariamente das redes sociais.

### Volta e repercussão nacional (2023–)
Entre o fim de 2023 e o começo de 2024, Mizael mudou o estilo de seus vídeos, agora gravando com o cinegrafista Valdez. O humorista começou a aparecer nas ruas vestido de terno e gravata, se apresentando como o advogado do ministro do STF, Alexandre de Moraes.
Ainda em 2024, Mizael começou a gravar o quadro "De Mala e Cúia", onde ele visita várias cidades da Paraíba, mantendo o seu personagem de advogado e o personagem do seu cinegrafista, Valdez, criando a icônica frase "Isso é ao vivo, Valdez." Com a viralização nacional do quadro, viajou para outros estados como Pernambuco, Ceará, São Paulo e Rio de Janeiro para gravar os vídeos.
Em 13 de agosto de 2025, Mizael participou do evento "Leis e likes: papel do Judiciário e influência digital", evento organizado pelo Supremo Tribunal Federal. Na ocasião, ele se encontrou pela primeira vez com Alexandre de Moraes. Mizael ainda gravou um vídeo brincando com o ministro, o que era bastante esperado pelo público da internet. A expectativa do encontro vinha desde junho, quando o perfil do STF interagiu com Mizael no Instagram.

## Filmografia

### Web/internet
| Ano           | Título         | Nota                           | Canal       | Ref.   |
| ------------- | -------------- | ------------------------------ | ----------- | ------ |
| 2024–presente | De Mala e Cúia | Quadro do seu canal no YouTube | Mizael Silv | [ 11 ] |